# Летавський град
Летавський град — руїни замку, що розташовані між с. Летава та с. Летавська Свінна-Бабков.
Замок збудований після 1241 р. як адміністративний та військовий центр. В першій половині XIV ст. згадується в зв'язку з Матушом Чаком. В кінці XIV ст. належав королю Сігізмунду. Потім, до першої половини XVI ст., замок належав декільком власникам, які перебудовували його. У 1698 р. замок вже не був заселений, а лише використовувався для збереження архіву. У 1760—1770 рр. архів було перевезено на Оравський град і з того часу замок не використовувався і руйнувався.